# Pennsylvania Route 108
A Rota 108 da Pensilvânia ( PA 108 ) é uma rodovia no oeste da Pensilvânia que percorre 32 milhas (51 km)   da linha do estado de Ohio perto de SNPJ para PA   8 em Adams Corner . O PA 108 cruza a Interstate 376 (I-376) perto de New Castle e a US Route 19 (US   19) perto de Harlansburg. O PA 108 também tem um intercâmbio com a Interestadual 79 (I-79) na saída 105. 

## Descrição da rota

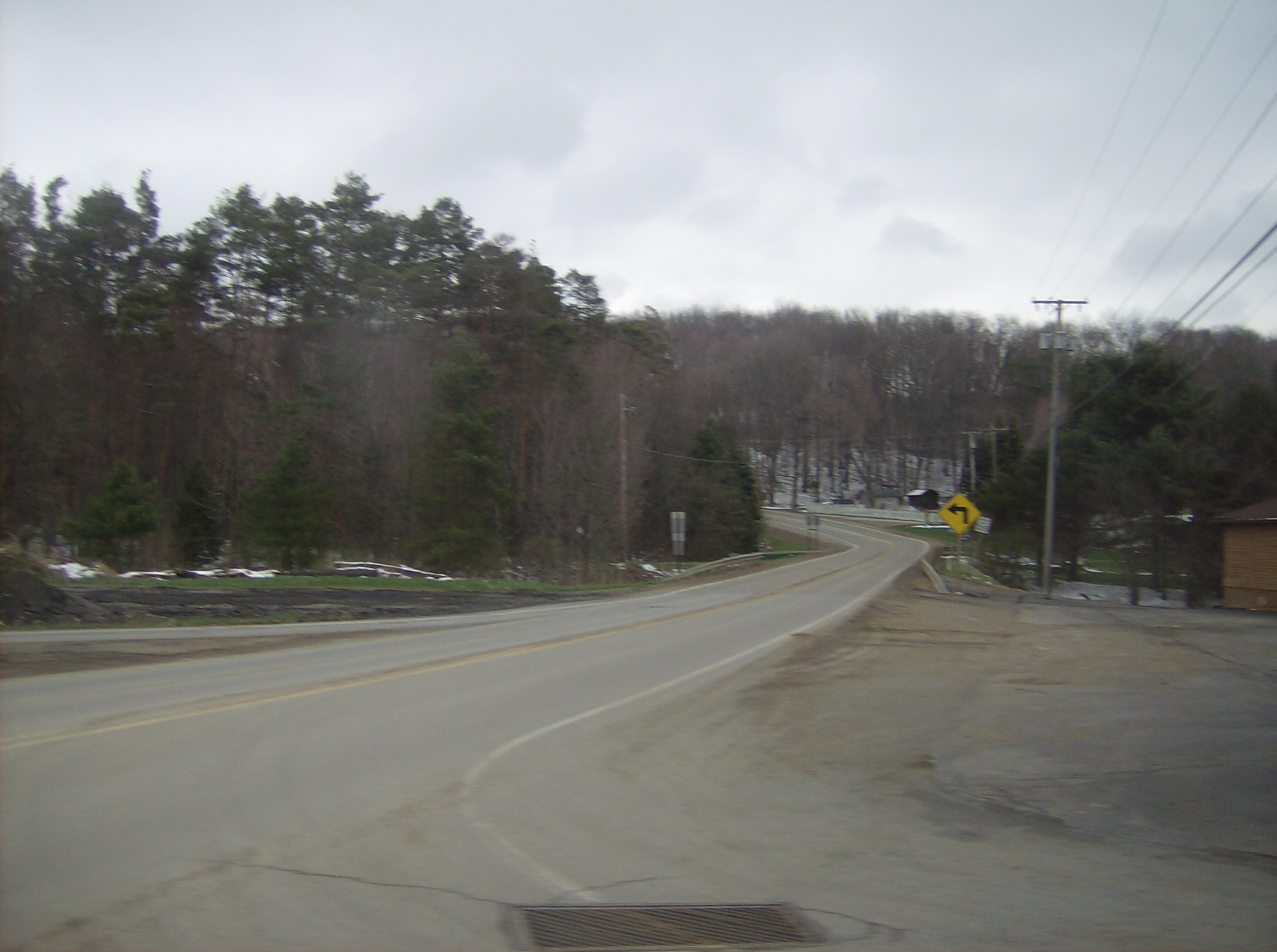
Vista leste ao longo da PA 108 em seu cruzamento com a US 19 em Harlansburg

O PA 108 começa na fronteira de Ohio em North Beaver Township, Condado de Lawrence, onde a estrada continua para sudoeste nesse estado como CR 8 em Mahoning County, fornecendo acesso à Ohio State Route 170 (SR   170) e SR 617 . A partir da linha do estado, a rota segue para o nordeste no Monte de duas pistas indivisível. Jackson Road, passando por terras agrícolas com alguns bosques e casas. A rota contorna a fronteira norte da cidade de SNPJ em três lugares, curvando-se mais para o leste-nordeste. PA 108 continua através de áreas mais rurais de North Beaver Township, chegando a um cruzamento com PA 551 . Neste ponto, a rota vira para o norte para formar uma simultaneidade com a PA 551, o Monte restante. Jackson Road. A estrada faz uma curva para nordeste através de mais áreas agrícolas, com algumas florestas e residências, transformando mais a leste em áreas arborizadas com algumas casas. Na comunidade de Mount Jackson, o PA 551 se separa do PA 108, indo para o norte junto com o PA 317 . A rota continua leste-nordeste por mais terras agrícolas e bosques antes de passar por áreas residenciais rurais e chegar a um intercâmbio com a I-376, tornando-se uma estrada dividida neste momento. Após esse intercâmbio, a estrada fica dividida novamente e passa mais casas antes de atravessar a floresta e virar para o sudeste, atravessando o rio Mahoning . Aqui, o PA 108 se torna a fronteira entre o Taylor Township, a oeste, e a cidade de New Castle, a leste, ao passar por estabelecimentos comerciais e chegar a um cruzamento com o PA 18 .  
Nesse ponto, a rota vira para nordeste e entra na PA 18 na Montgomery Avenue, entrando totalmente em New Castle e cruzando a Linha Youngstown da Norfolk Southern . A estrada continua para leste em áreas residenciais, com as duas rotas virando para nordeste na South Liberty Street. PA 18 / PA 108 passes sob CSX 's New Castle Bairro linha férrea e se torna North Liberty Street, correndo por uma mistura de casas e empresas antes de passar sob o US 422 freeway. A estrada continua através da floresta e casas antes de seguir para áreas mais residenciais. As duas rotas viram para o leste na Mahoning Avenue e seguem por áreas industriais, cruzando uma linha ferroviária industrial de New Castle . A estrada segue leste-nordeste sobre o rio Shenango e outra linha ferroviária industrial de New Castle, chegando a um cruzamento com a PA 168 . Aqui, o PA 18 e o PA 108 viram para o norte, seguindo o PA 168 na Moravia Street, passando mais indústria com algumas empresas. A estrada atravessa duas linhas ferroviárias industriais de New Castle e torna-se a South Jefferson Street. O PA 108 e o PA 168 se separaram do PA 18, virando para nordeste na South Croton Avenue de quatro faixas, passando entre o Neshannock Creek ao noroeste e as áreas industriais ao sudeste. A estrada atravessa a US 422 Business e continua até um cruzamento com o terminal norte da PA 65 . PA 108 / PA 168 torna-se North Croton Avenue e corre entre o riacho a noroeste e bosques e casas a sudeste. As duas rotas se afastam do riacho e seguem para nordeste por áreas residenciais com algumas empresas. A estrada curva mais para o leste, com a PA 168 partindo da PA 108 em direção ao nordeste.  
O PA 108 passa mais casas antes de atravessar Hickory Township e se tornar Harlansburg Road, atravessando terras agrícolas e bosques com algumas casas. A estrada continua para o leste através de mais áreas rurais, chegando a um cruzamento com a PA 388 . A uma curta distância deste cruzamento, a rota segue para Scott Township e passa por McCaslin, percorrendo mais áreas de fazendas e bosques com residências ocasionais e virando mais para o leste-nordeste. O PA 108 chega à comunidade residencial de Harlansburg, onde chega a um cruzamento com os EUA 19 . Depois desse cruzamento, a estrada segue para o nordeste, passando por mais áreas agrícolas e arborizadas, com algumas casas, virando mais para o leste. A rota passa por Elliott Mills, altura em que atravessa a Plain Grove Township por uma curta distância.  
O PA 108 entra no Worth Township no Condado de Butler e se torna New Castle Road, virando leste-nordeste e chegando a um intercâmbio com a I-79 . Após esse intercâmbio, a estrada atravessa áreas arborizadas com alguns campos e casas, atravessando Wolf Creek. A rota segue para o nordeste, passando por áreas mais rurais, atravessando o Slippery Rock Township . Mais ao nordeste, o PA 108 entra no bairro de Slippery Rock e se torna New Castle Street, passando por áreas arborizadas de casas. A estrada segue para o centro comercial, quando chega a um cruzamento com a PA 173 e a PA 258 . Aqui, a PA 173 vira para nordeste para formar uma simultaneidade com a PA 108, e as duas rotas continuam ao longo da Franklin Street. A estrada segue para áreas residenciais, com a PA 173 partindo para o norte. A rota volta para Slippery Rock Township e se torna Franklin Road, passando por uma mistura de terras agrícolas e bosques com casas ocasionais. O PA 108 continua para nordeste até o terminal leste no PA 8 .  

## Interseções principais
| município                                | Localização            | mi             | km             | Destinos                                                                          | Notas                                                             |
| ---------------------------------------- | ---------------------- | -------------- | -------------- | --------------------------------------------------------------------------------- | ----------------------------------------------------------------- |
| Lawrence                                 | North Beaver Township  | 0,000          | 0,000          | CR 8 (East Garfield Road) / State Line Road (SR 3003)                             | Linha do estado de Ohio; terminal ocidental da PA 108             |
| Lawrence                                 | North Beaver Township  | 3.094          | 4.979          | PA 551 sul (Enon Road)                                                            | Extremidade oeste da sobreposição PA 551                          |
| Lawrence                                 | North Beaver Township  | 5.568          | 8,961          | PA 317 oeste / PA 551 norte (Mohawk School Road) / Monte. Estrada Aérea (SR 3009) | Extremidade leste da PA 551 se sobrepõe; terminal leste da PA 317 |
| Lawrence                                 | North Beaver Township  | 7.251– 7.374   | 11.669– 11.867 | I-376 a I-76 / Penna Turnpike - Pittsburgh , Novo Castelo                         | I-376 saída 17                                                    |
| Lawrence                                 | Castelo Novo           | 8.599          | 13,839         | PA 18 sul (Avenida Montgomery)                                                    | Extremidade oeste da PA 18 se sobrepõe                            |
| Lawrence                                 | Castelo Novo           | 10,703         | 17,225         | PA 168 sul (Moravia Street) até US 422                                            | Extremidade oeste da sobreposição PA 168                          |
| Lawrence                                 | Castelo Novo           | 11.591         | 18.654         | PA 18 norte (South Jefferson Street) / North Columbus Interbelt                   | Extremidade leste da PA 18 sobreposta                             |
| Lawrence                                 | Castelo Novo           | 11.753         | 18.915         | Ônibus US 422. (Grove Street)                                                     |                                                                   |
| Lawrence                                 | Castelo Novo           | 11.966         | 19.257         | PA 65 sul (East Washington Street)                                                | Terminal Norte da PA 65                                           |
| Lawrence                                 | Castelo Novo           | 13.149         | 21.161         | PA 168 norte (Eastbrook Road) - Volant                                            | Extremidade leste da PA 168 sobrepõe                              |
| Lawrence                                 | Hickory Township       | 16.019         | 25.780         | PA 388 - Volant , Ellwood City                                                    |                                                                   |
| Lawrence                                 | Scott Township         | 20.416– 20.482 | 32,856– 32,963 | EUA 19 (Perry Highway) - Mercer , Zelienople                                      |                                                                   |
| Mordomo                                  | Worth Township         | 23.955– 24.116 | 38.552– 38.811 | I-79 - Pittsburgh , Erie                                                          | I-79, saída 105                                                   |
| Mordomo                                  | Pedra escorregadia     | 28.160         | 45.319         | PA 173 sul (rua principal sul) / PA 258 norte (rua principal norte)               | O extremo oeste da PA 173 se sobrepõe; terminal sul da PA 258     |
| Mordomo                                  | Pedra escorregadia     | 28,459         | 45.800         | PA 173 norte (Slippery Rock Road) - Grove City                                    | Extremidade leste da sobreposição PA 173                          |
| Mordomo                                  | Slippery Rock Township | 31.686         | 50.994         | PA 8 (William Flynn Highway) - Harrisville , Franklin , Mordomo                   | Terminal leste da PA 108                                          |
| 1.000 mi = 1,609 km; 1.000 km = 0.621 mi |                        |                |                |                                                                                   |                                                                   |